# Жаклін Г'юїтт
Жаклін Г'юїтт (англ. Jacqueline Hewitt; 4 вересня 1958, Вашингтон) — американська астрофізик. Вона першою виявила кільце Ейнштейна.

## Дитинство та освіта
Народилася у Вашингтоні, округ Колумбія 4 вересня 1958 року. ЇЇ батько — Воррен Е. Г'юїтт — до пенсії працював міжнародним юристом Державного департаменту. Жаклін навчалася в коледжі Брін Мар, який закінчила з відзнакою і здобула вищу економічну освіту в 1980 році. Пізніше Г'юїтт захопилася астрономією і закінчила аспірантуру в Массачусетському технологічному інституті. Під час навчання в аспірантурі вона почала вивчати гравітаційне лінзування за допомогою радіотелескопу обсерваторії «Дуже велика масив». Г'юїтт захистила кандидатську дисертацію з фізики в 1986 році. Деякі джерела помилково стверджують, що це сталося у 1988 році.

## Кар'єра
Г'юїтт була призначена на постдокторську стипендію у МТІ з 1986 по 1988 рік. Аналізуючи дані, вона виявила кільце на екрані комп'ютера. Це кільце, що входить до складу гравітаційної системи лінз MG1131 + 0456, виявилося першим відкритим кільцем Ейнштейна. З моменту даного відкриття нею було виявлено багато інших кілець Ейнштейна, які виявилися набагато більш поширеними, ніж вважали астрономи. Кільця Ейнштейна важливі, тому що вони можуть допомогти відповісти на питання про розмір і долю нашого Всесвіту. Г'юїтт працювала дослідницею у відділі астрофізичних наук у Прінстонському університеті в 1988 році. Після одного року проведених досліджень у Прінстоні вона повернулася в МТІ на посаду помічниці професора фізики, працюючи на посаді професора з 1989 року. Г'юїтт також є головною дослідницею групи радіоастрономії Науково-дослідної лабораторії електроніки МТІ. З 2002 року Жаклін Г'юїтт була призначена директоркою Інституту астрофізики і космічних досліджень.

## Відзнаки
У 1990 році Жаклін виграла стипендію Фонду Давида та Люсіли Паккард. За її внесок у роботу над гравітаційними лінзами колеги з МТІ висунули її на премію Гарольда Едгертона 1995—1996 років. У 1995 році вона отримала премію Марії Гьоппер-Майер за роботу в радіоастрономії.
У 2020 році була обрана почесним членом Американського астрономічного товариства.

## Особисте життя
Г'юїтт має двох дітей: Кейт Г'юїтт Редвін, 1988 року народження, і Джонатан Г'юїтт Редвін, народився в 1993 році.